# Första boerkriget
Första boerkriget (nederländska: Eerste Boerenoorlog, afrikaans: Eerste Vryheidsoorlog, bokstavligen Första frihetskriget, engelska: First Boer War) också känt som första anglo-boerkriget eller Transvaalkriget, utkämpades från 16 december 1880 till 23 mars 1881 mellan boerstyrkor (Sydafrikanska republiken) och Brittiska imperiet.
Orsaken till kriget var sir Theophilus Shepstones annektering av Transvaal 1877, efter Zulukriget. Boerna protesterade kraftigt mot detta, och 1880 gjorde de uppror.  
Kriget tog en annan vändning än den britterna väntat, när boerna började med gerillakrigföring, och som en följd av detta orsakade britterna stora förluster genom bruk av prickskyttar. En brittisk styrka under befäl av George Pomeroy Colley besegrades i slaget vid Majuba Hill i februari 1881. Generalen själv och nästan alla hans officerare föll för boernas skott.
Den brittiske premiärministern Gladstone ansåg nu att underkuvandet av boerna skulle kosta för stora uppoffringar. Till en början slöt han ett stillestånd, som efter längre underhandlingar övergick till fred, i Pretoria den 3 augusti 1881.
Resultatet av freden blev att Transvaal visserligen skulle erkänna drottning Viktorias överhöghet och Storbritanniens rätt att kontrollera dess förhållande till andra makter, men staten fick nästan fullständig självstyrelse i inre angelägenheter. Endast för lagar som reglerade de inföddas ställning krävdes Storbritanniens bifall. På grund av detta fördrag återlämnades styrelsen över Transvaalstaten åt presidenten Paul Kruger.